# Morane-Saulnier MS.230
Morane-Saulnier MS.230 là một loại máy bay huấn luyện của Pháp, trang bị cho Armée de l'Air từ thập niên 1930.

## Biến thể

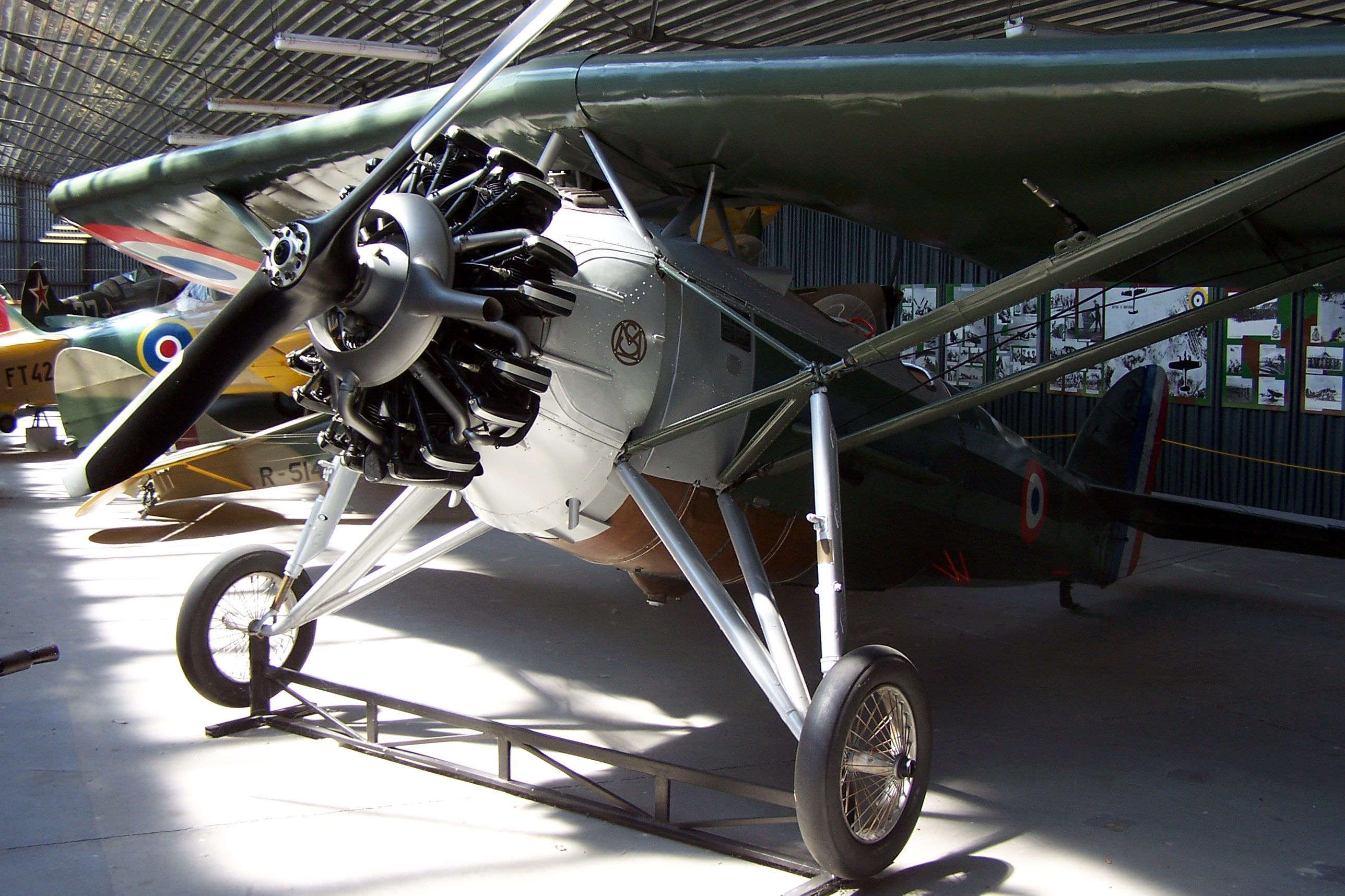
MS.230 tại bảo tàng Praha-Kbely

- MS.229
- MS.230
- MS.231
- MS.232
- MS.233
- MS.234
- MS.234/2
- MS.235
- MS.235H
- MS.236
- MS.237

## Quốc gia sử dụng
Bỉ
- Không quân Bỉ

 Brasil
 Tiệp Khắc
- Không quân Tiệp Khắc (C23)

 Pháp
- Không quân Pháp
- Hải quân Pháp

 Germany
- Luftwaffe

 Hy Lạp
- Không quân Hy Lạp

 Bồ Đào Nha
- Không quân Bồ Đào Nha

 România
- Không quân Hoàng gia Romani

 Cộng hòa Tây Ban Nha
- Không quân Cộng hòa Tây Ban Nha

 Thụy Sĩ
- Không quân Thụy Sĩ

 Hoa Kỳ
- Quân đoàn Không quân Lục quân Hoa Kỳ

 Venezuela
- Không quân Venezuela

## Tính năng kỹ chiến thuật
Dữ liệu lấy từ Holmes, 2005. p. 97.
Đặc điểm tổng quát
- Kíp lái: 2
- Chiều dài: 6,70 m (22 feet 10 inch)
- Sải cánh: 10,70 m (35 feet 1 inch)
- Chiều cao: 2,80 m (9 feet 2 inch)
- Trọng lượng rỗng: 829 kg (1.828 pound)
- Trọng lượng có tải: 1.150 kg (2.535 pound)
- Động cơ: 1 × Salmson 9AB, 109 kW (230 hp)

 Hiệu suất bay 
- Vận tốc cực đại: 205 km/h (127 mph)
- Tầm bay: 579 km (360 dặm)
- Trần bay: 5.000 m (16.405 feet)